# Chino wu
El chino wu (en chino tradicional, 吳語; en chino simplificado, 吴语; pinyin, wúyǔ, shanghainés wu6 gniu6, suzhounés ng2 gniu6) es una agrupación de variedades de chino hablada en Zhejiang, Shanghái y parte de Jiangsu.
Lingüistas históricos consideran el wu de gran importancia porque se distinguía de otras variedades del chino por conservar la iniciales sonoras del antiguo chino medio y por conservar el tono marcado como oclusión glotal.  La divergencia fonológica entre el wu y otros chinos es significativa, por ejemplo, la frase "lengua shanghainesa" se pronuncia como [zɑ̃. he̞ ɦe̞.ɦo] en wu y en mandarín de Pekín. El wu y el dialecto de Suzhou en particular se perciben como suaves a los oídos de los hablantes de mandarín; de ahí que exista el modismo "el tierno habla del wu".
El declive del wu comenzó en torno a 1986, cuando se prohibió a los alumnos hablar en clase "dialectos incivilizados", término utilizado por la Comisión Estatal de Lenguas para referirse a todas las lenguas chinas distintas del chino estándar. [cita requerida] En 1992, se prohibió a los estudiantes de Shanghái hablar wu en todo momento en los campus universitarios.  Desde finales de la década de 2000, el wu ha sobrevivido sobre todo en cocinas y teatros, como "lengua de cocina" entre las amas de casa mayores y como lengua teatral en la ópera folclórica yue, la ópera de Shanghái y el pingtan. En la actualidad, el wu no tiene estatus oficial, ni protección legal, ni existe una romanización sancionada oficialmente. 

## Historia
El chino Wu es la más antigua de las seis principales variedades del sur de China, y su origen se remonta a hace más de 3.000 años, cuando los príncipes Zhou Taibo y Zhongyong emigraron de la región de Guanzhong en la actual Shaanxi a la zona de Wuxi-Suzhou de la región de Jiangnan, donde establecieron el estado de Wu.  La lengua nórdica que trajeron constituyó la base del chino de Wu. En la época de las Seis Dinastías, el wu ya llevaba un milenio desarrollándose y difería considerablemente del habla del norte. Cuando un gran número de chinos del norte emigraron a Jiangnan tras la caída de la dinastía Jin Occidental, descubrieron grandes discrepancias entre las dos variedades de chino. Así consta en textos contemporáneos como el Shi Shuo Xin Yu. El japonés Go-on (呉音 goon?, pinyin: Wú yīn) las lecturas de los caracteres chinos (obtenidos del Wu oriental durante el periodo de los Tres Reinos) proceden del antiguo chino wu de este periodo. Sin embargo, como el chino Wu ha estado bajo una fuerte influencia del norte a lo largo de la historia, muchos de sus rasgos antiguos se han perdido. La lengua actual desciende en gran medida del chino medio de la época Sui-Tang (siglos VI-VIII), como ocurre con la mayoría de las lenguas chinas contemporáneas, siendo las lenguas chino Min notables excepciones.  Sin embargo, muchos de los rasgos de la antigua Wu se han conservado en Min, ya que este último comenzó su vida como el wu antiguo hablado por los emigrantes a Fujian durante el siglo que marcó la transición de finales de la dinastía Han a los Tres Reinos y el Jin Occidental.
El nombre wú corresponde al nombre de uno de los tres reinos en que se dividió China al final de la dinastía Han, y cuyo territorio se correspondía a grandes rasgos con el ámbito lingüístico actual del wu.
Aunque los chinos prefieren hablar de dialectos (方言, fāngyán) al referirse a las variedades del chino hablado, la inteligibilidad mutua entre estos es prácticamente nula por lo que muchos lingüistas consideran el chino una familia de lenguas o una macrolengua.
El wu es el segundo dialecto, en este sentido amplio, más hablado del chino después del mandarín. Tiene alrededor de 80 millones de hablantes en la zona baja del río Yangtsé. Se habla wu en Shanghái, en la mayor parte de la provincia de Zhejiang, en el extremo sur de la provincia de Jiangsu, y en partes de Anhui y de Jiangxi. La emigración ha llevado el wu también a Taiwán, Hong Kong y Singapur. En los últimos años ha habido una emigración considerable de hablantes de wu al sur de Europa. Por ello, el wu es probablemente el dialecto chino más hablado en España.

### Influencias del sustrato
El wu se considera la variedad más antigua del sur de China, ya que la región de Jiangnan fue la primera zona colonizada no contigua a los estados del norte de China. La proto-min o wu-min antiguo es también la lengua a partir de la cual evolucionaron los dialectos min a medida que la población migraba hacia el sur, por lo que el conocimiento de esta lengua no sólo permitiría comprender el desarrollo de estos dialectos y del sinotibetano, sino también el de las lenguas indígenas de la región, cuyo conocimiento también sería muy valioso para establecer la filogenia de las lenguas asiáticas emparentadas y reconstruirlas.
Según la historia tradicional, Taibo de Wu se asentó en la zona durante la dinastía Shang, trayendo consigo a gran parte de la población y las prácticas administrativas chinas para formar el estado de Wu.   El estado de Wu podría haber estado gobernado por una minoría china junto con pueblos yue sinificados, y el grueso de la población habría permanecido yue hasta posteriores migraciones y absorción en la gran población china (aunque probablemente muchos también huyeron al sur). Muchos se han preguntado qué efecto pudo tener la lengua del pueblo yue en el dialecto hablado allí, ya que, por ejemplo, los nombres y otras prácticas sociales en el estado de Yue son marcadamente diferentes del resto de la civilización china.
Bernhard Karlgren, por otra parte, señaló que el koiné Tang fue adoptado por la mayoría de los hablantes en China (excepto los de Fujian) con sólo ligeros restos de "vulgar" habla de los tiempos pre-Tang, que él creía que se conservan entre las clases bajas, aunque esto hace muchas suposiciones sobre la estructura de clases y la situación sociolingüística de la China de los Tang.  Hoy en día, la mayoría de los lingüistas se refieren a estos restos como estratos o sustratos dialectales. En muchos sentidos, el koiné puede considerarse la lengua a partir de la cual evolucionaron las variedades wu, ya que la lengua anterior dejó tras de sí un estrato dialectal anterior al tang que, a su vez, puede haber incluido un sustrato procedente de las lenguas yue.

## Dialectos
Primeramente, el wu se divide en dos formas: una del norte y otra del sur que no son mutuamente inteligibles. Hay 6 variaciones dentro de las dos divisiones: 
- Taihu - hablado en el sur de Jiangsu y el norte del Zhejiang, incluyendo el dialecto shanghainés, suzhounés, de Changzhou, de Hangzhou, de Ningbo, Shaoxing, etc. La forma de wu hablada en Shanghái es similar al dialecto de Suzhou, que los habitantes de esta ciudad a menudo consideran como la forma más elegante del wu.
- Taizhou - hablado alrededor de Zhejiang y Taizhou.
- Oujiang - otra variedad dialectal importante que se habla alrededor de la ciudad de Wenzhou, el wēnzhōuhuà (温州话). Esta última es precisamente la forma de chino wu que habla la mayor parte de la comunidad china en España y otros países del sur de Europa.
- Wuzhou - hablado en Jinhua (dialecto de Jinhua) y alrededores
- Chu-Qu
- Xuan-Zhou

## Escritura
El wu tiene una tradición escrita muy escasa. A finales del siglo XIX, existió literatura popular en wu. La obra más famosa es La biografía de las Flores de Shanghái (海上花列傳), novela escrita por Han Bangqing (韓邦慶) y que sería traducida al inglés por la famosa escritora de Shanghái Eileen Chang.
En la actualidad, no hay una norma escrita del wu, y no se editan libros ni publicaciones periódicas en esta variedad del chino. Sus hablantes recurren al mandarín para la lengua escrita y en las ocasiones formales, aunque existe un movimiento en favor del establecimiento de una forma escrita estándar, por lo general basada en el dialecto shanghaiés, y escrita en caracteres chinos. Desde la llegada a China de misioneros europeos en el siglo XIX, han existido también diversos métodos de escritura basados en el alfabeto latino.

## Comparación léxica
Los numerales en diferentes variedades de chino wu son:
| GLOSA | Shang'hái | Wenzhou | Tangxi   | Taizhou | PROTO-WU |
| ----- | --------- | ------- | -------- | ------- | -------- |
| '1'   | iɪʔ7      | iai7    | iei55    | iɪʔ7    | *ijʔ7    |
| '2'   | liã6      | ŋ̩6      | lia113   | ni6     | *nia6    |
| '3'   | se̞1       | sa1     | so24     | sɛ1     | *sa1     |
| '4'   | s̩5        | s̩5      | si52     | s̩5      | *si5     |
| '5'   | ŋ6        | ŋ̩4      | ŋ113     | ŋ3      | *ŋ?      |
| '6'   | loʔ8      | lɤu8    | lɔ113    | loʔ8    | *loʔ8    |
| '7'   | tsʰiɪ7    | tsʰai7  | tsʰei55  | tɕʰiɪʔ7 | *tsʰijʔ7 |
| '8'   | pa̞ʔ7      | po7     | po55     | pɛʔ7    | *paʔ7    |
| '9'   | tɕiɤ5     | tɕiau3  | tɕiəɯ535 | kiəu3   | *kiou3?  |
| '10'  | zəʔ8      | zai8    | ʑiɛ113   | ʑiɪʔ8   | *ʑijʔ8   |